# School (chanson)
Pour les articles homonymes, voir School.
School est une chanson du groupe de rock progressif Supertramp. Elle ouvre l'album Crime of the Century, troisième album du groupe paru en 1974. Un peu à la manière de Stairway to Heaven de Led Zeppelin, la chanson effectue, du début à la fin, un crescendo constant. Débutant avec seulement un harmonica, elle contient un solo de piano très rythmé vers la fin. Les paroles de la chanson évoquent l'école et dresse une critique du système éducatif anglais.

## Musiciens
- Rick Davies : chant principal, piano électrique Wurlitzer, piano acoustique, synthétiseur Moog, harmonica
- Roger Hodgson : chant principal, guitare électrique, guitare acoustique à douze cordes
- John Helliwell : saxophone soprano, saxophone alto, saxophone ténor et saxophone baryton
- Dougie Thomson : basse
- Bob Siebenberg : batterie, marimba, vibraslap